# Stilianos Gonatas
Stilianos Gonatas (gr. Στυλιανός Γονατάς; ur. 15 sierpnia 1876 w Patras, zm. 29 marca 1966 w Atenach) – grecki wojskowy i polityk, premier Grecji w latach 1922–1924. Od 1932 do 1935 przewodniczący Senatu.

## Życiorys
Dowodził 2 dywizją w wojnie grecko-tureckiej.
W 1922 wszedł w skład Komitetu Rewolucyjnego, który stanął na czele rewolucji wywołanej przez społeczną frustrację po przegranej wojnie z Turcją. W końcu września, gdy rewolucja 11 września 1922 ostatecznie odniosła sukces, Komitet Rewolucyjny wystosował do przebywającego w Paryżu Elefteriosa Wenizelosa prośbę o powrót do kraju i objęcie kierownictwa w rządzie. Wenizelos odmówił, twierdząc, że zamierza reprezentować interesy Grecji przed rządami państw Europy Zachodniej. Wówczas członkowie Komitetu Rewolucyjnego sami sformowali rząd, zaś Gonatas został premierem.
Rząd Gonatasa prowadził politykę wzmocnienia pozycji armii i rozliczeń z rojalistami, których uznano za winnych klęski w Anatolii. W listopadzie 1922 powołany został Trybunał Wojskowy, który przeprowadził proces trzech byłych premierów Grecji, dwóch ministrów oraz trzech oficerów wysokich rangą, uznając ich za winnych zdrady stanu i skazując na śmierć lub dożywotnie więzienie. W okresie sprawowania urzędu premiera przez Gonatasa Grecja przyjęła kalendarz gregoriański (1923), podpisano traktat w Lozannie decydujący o wymianie ludności między Grecją i Turcją, miała miejsce interwencja na Korfu.
Kryzys związany z interwencją włoską na Korfu sprawił, że rząd Gonatasa przełożył o kilka miesięcy termin wyborów parlamentarnych, które według oczekiwań wojskowych miały potwierdzić poparcie społeczne dla urzędującego gabinetu. Tymczasem poparcie dla junty w rzeczywistości było coraz mniejsze, także w armii, gdzie służyło wielu oficerów-rojalistów. Rząd wprowadził wówczas częściową cenzurę czasopism, zabraniając wszelkiej krytyki liderów rewolucji z września 1922. Jesienią 1923 oficerowie o przekonaniach rojalistycznych przeprowadzili nieudaną próbę zamachu stanu. Wybory w grudniu tego samego roku zakończyły się zdecydowaną wygraną republikanów; wcześniej w tym samym miesiącu rząd Gonatasa zaprosił do Aten polityków o przekonaniach republikańskich, którzy sporządzili memorandum z apelem o przeprowadzenie plebiscytu, jaki miał zdecydować o przyszłości monarchii greckiej. Po wyborach Gonatas poprosił Jerzego II, by ten udał się na czasową emigrację do momentu przeprowadzenia wymienionego plebiscytu.
W grudniu 1923 do kraju powrócił Wenizelos, któremu Gonatas przekazał urząd premiera. Nadal działał w wenizelistowskiej Partii Liberalnej, w 1936 wszedł w skład kierującego nią tymczasowo triumwiratu (obok Temistoklisa Sofulisa i Sofoklisa Wenizelosa).
Autor pamiętników.
W czasie II wojny światowej i okupacji Grecji Gonatas był jednym z inicjatorów stworzenia kolaboracyjnych Batalionów Bezpieczeństwa, co zdaniem lewicy stanowiło oczywistą zdradę narodu
Następnie działacz parlamentarny, założyciel Partii Liberalnych Narodowców (Κόμμα Εθνικών Φιλελευθέρων), co oznaczało poglądy silnie rojalistyczne. Członek Rady Koronnej (Συμβούλιο του Στέμματος).